# Helyi idő

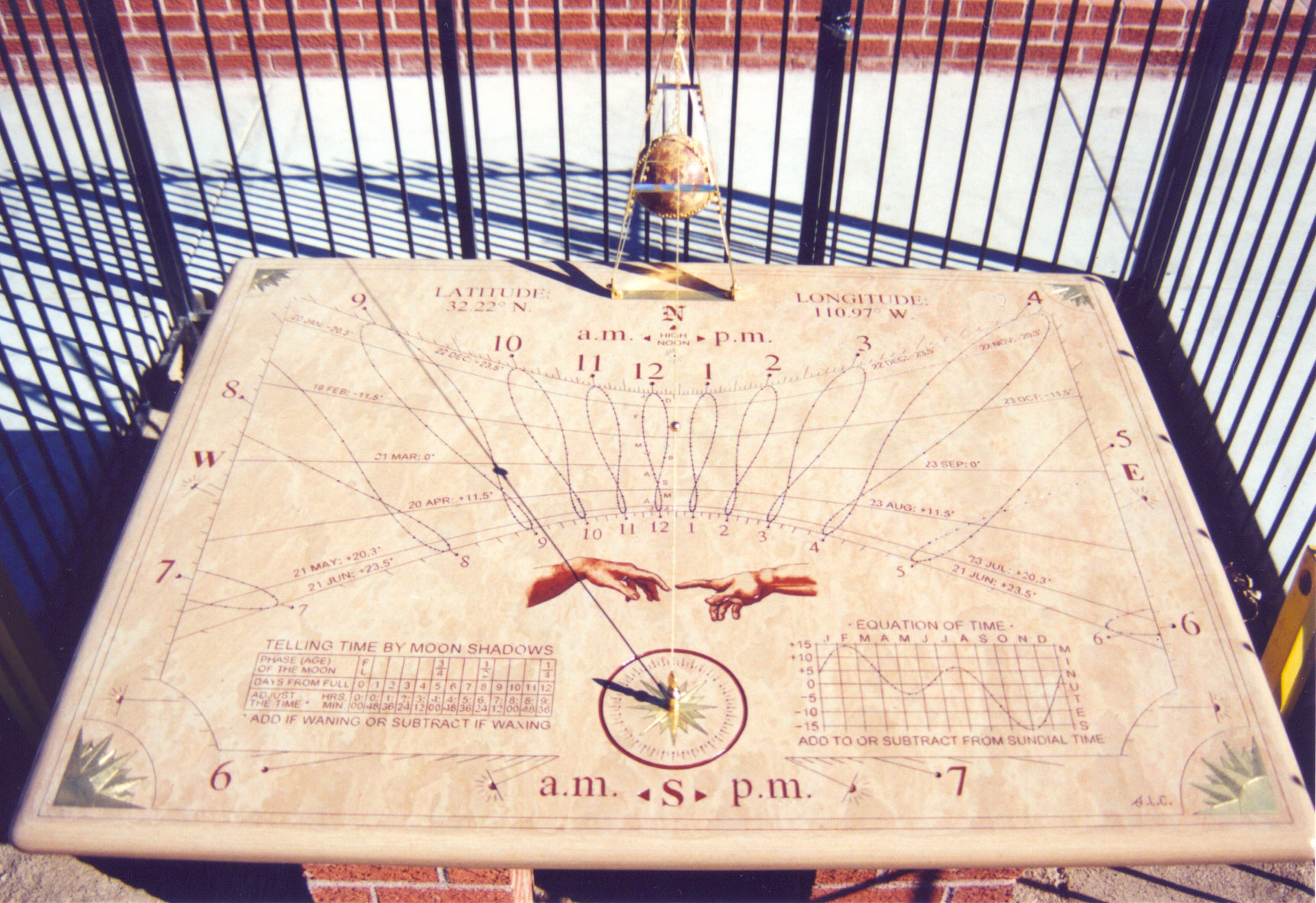
Helio-kronométer, Flandrau Planetarium and Science Center, University of Arizona, Tucson

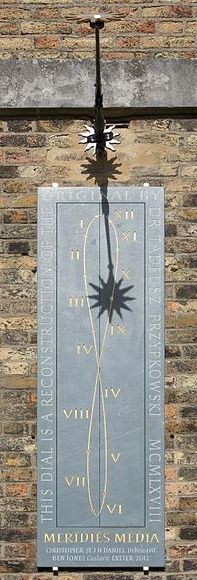
Delet jelző napóra, amelyen az időegyenlet grafikus ábrázolásának vonalán, az analemma-görbén olvasható le az évszaknak megfelelő csillagászati helyi déli idő, Royal Observatory, Greenwich, Anglia

A helyi idő kifejezés több fogalmat jelenthet. 
A helyi idő a hétköznapi életben egy adott időzónában érvényes zónaidő.
Csillagászati értelemben a földrajzi hely hosszúsági körének Nap által meghatározott ideje a helyi idő, amit egy napóra mutat (néha emiatt „nap-idő”-nek, vagy „szoláris idő”-nek is nevezik). Valójában ez az idő a Föld forgástengelyének ferdesége és a Nap körüli pályájának körtől való eltérése miatt az év során nem egyenletesen „jár”, vagyis a napóra által mutatott idő az évszaktól függően akár több perccel sietni vagy késni fog. 
A csillagászatban az egyenletesen telő idő érdekében bevezették a „középnap” fogalmát, ami egy elképzelt, egyenletesen járó Napot jelent az égbolton, az ebből megállapítható időt is helyi időnek nevezik.
Az eltérés az egyenletesen járó középnap és a valódi Nap által mutatott idő között időegyenlet néven ismert.